# Джигарханян, Армен Борисович
 Арме́н Бори́сович Джигарханя́н (арм. Արմեն Բորիսի Ջիգարխանյան; 3 октября 1935, Эривань, Армянская ССР, СССР — 14 ноября 2020, Москва) — советский, российский и армянский актёр театра, кино, телевидения, озвучивания и дубляжа, театральный режиссёр, театральный педагог; народный артист СССР (1985), народный артист Армянской ССР (1977), лауреат двух Государственных премий Армянской ССР (1975, 1979). Один из основателей, президент и художественный руководитель Московского драматического театра под руководством Армена Джигарханяна (1996—2020).

## Биография

### Детство и образование
Родился 3 октября 1935 года в Ереване в семье Бориса Акимовича и Елены Васильевны Джигарханян. Происходил из старинного рода тифлисских армян. Отец ушёл из семьи, когда его сыну был всего месяц от роду. Впервые он увидел отца, уже став взрослым, когда гостил у бабушки на Новый год, но они почти не общались; перед самой смертью уже тяжело больной Борис Акимович говорил, что скучает по сыну и хочет извиниться перед ним. Армена воспитывал отчим, с которым у мальчика сложились тёплые отношения.
Рос в русскоязычной среде, учился в русской школе и с одинаковым старанием постигал азы армянской и русской культур. Мать Елена Васильевна работала в Совете министров Армянской ССР, была заядлой театралкой и не пропускала ни одного драматического и оперного спектакля.
По словам Джигарханяна, его ранние годы пришлись на Великую Отечественную войну, и детства у него, по сути, не было; семья снимала комнату в доме на улице Спандаряна в Ереване, и в памяти у него отложилось, как всей семьёй они рубили дрова в подвале, как мать плакала, потеряв хлебные карточки.
В школьные годы увлёкся театром и кино, а после окончания школы в 1952 году отправился в Москву и пытался поступить в ГИТИС, но неудачно. Вернувшись в Ереван, устроился на киностудию «Арменфильм» помощником оператора.
В 1954 году поступил в Ереванский художественно-театральный институт на актёрское отделение на курс Вартана Аджемяна, руководителя Армянского театра имени Сундукяна. Но набор оказался слишком велик, и Джигарханян перешёл на курс Армена Гулакяна, который окончил в 1958 году.

### Карьера
На сцену актёр впервые вышел в январе 1955 года в спектакле по пьесе Виктора Гусева «Иван Рыбаков» Ереванского русского драматического театра имени К. С. Станиславского. В труппу этого театра, где актёр проработал более десяти лет, его пригласили ещё студентом-второкурсником.
В 1960 году актёр дебютировал в кино в фильме «Обвал», а известность ему принесла одна из лучших его киноролей — молодой учёный-физик Артём Манвелян из картины «Здравствуй, это я!». Вскоре после выхода этого фильма последовали новые работы, демонстрирующие широту актёрского диапазона, психологическую достоверность и мастерство перевоплощения — кузнец Уста Мукуч в «Треугольнике», Левон Погосян в драме «Когда наступает сентябрь», штабс-капитан Овечкин в популярнейших «Новых приключениях неуловимых», чекист Артузов в телевизионной ленте «Операция „Трест“», левый эсер Прошьян в исторической картине «Шестое июля», Михаил Стышной в «Журавушке». Запомнился зрителям и горбатый главарь банды «Чёрная кошка» Карп из телефильма «Место встречи изменить нельзя». Знаковым в карьере Армена Джигарханяна стал и телефильм «Тегеран-43», в котором актёр сыграл наёмного убийцу Макса Ришара, участника неудавшегося покушения на глав государств "тегеранской тройки" в годы Второй Мировой. Партнёрами  Джигарханяна по фильму были французская актриса Клод Жад (в роли любовницы Ришара), и немецкий актёр Курд Юргенс (в качестве его адвоката).
Армен Джигарханян стал одним из самых снимаемых актёров (более 250 ролей в кино- и телефильмах) и, по слухам, был занесён в Книгу рекордов Гиннесса как самый снимаемый отечественный актёр (правда, на официальном сайте Книги рекордов Гиннесса такой информации нет, в то время как его коллега Любовь Соколова, как известно, сыграла 389 ролей в кино). На счету актёра разноплановые роли в фильмах лучших советских и российских режиссёров, в лентах различных жанров, в комедийных и приключенческих картинах, в драмах и музыкальных фильмах. Много работал на дубляже, озвучивал мультфильмы. О последних своих ролях в кино, часто эпизодических, говорил, что «понизил требовательность» и «деньги хорошие».
В 1967 году Анатолий Эфрос пригласил актёра в Московский театр имени Ленинского комсомола, но вскоре был отстранён от руководства и ушёл работать вторым режиссёром в Театр на Малой Бронной, взяв с собой десять актёров-единомышленников; Джигарханян в их число не входил и продолжил играть в «Ленкоме».
В 1969 году по приглашению Андрея Гончарова перешёл в Московский театр имени Владимира Маяковского, где вскоре стал ведущим актёром. Он, в частности, играл роли Левинсона в спектакле «Разгром» в постановке Марка Захарова, Стенли Ковальского в «Трамвае „Желание“» и Большого Па в «Кошке на раскалённой крыше» Теннесси Уильямса, Сократа в «Беседах с Сократом» Эдварда Радзинского, генерала Хлудова в «Беге» и других. Покинул театр в сентябре 1996 года, но продолжал выступать на сцене в спектаклях других театров и в антрепризных постановках.
С 1989 по 1997 годы преподавал актёрское мастерство во ВГИКе, являлся профессором.

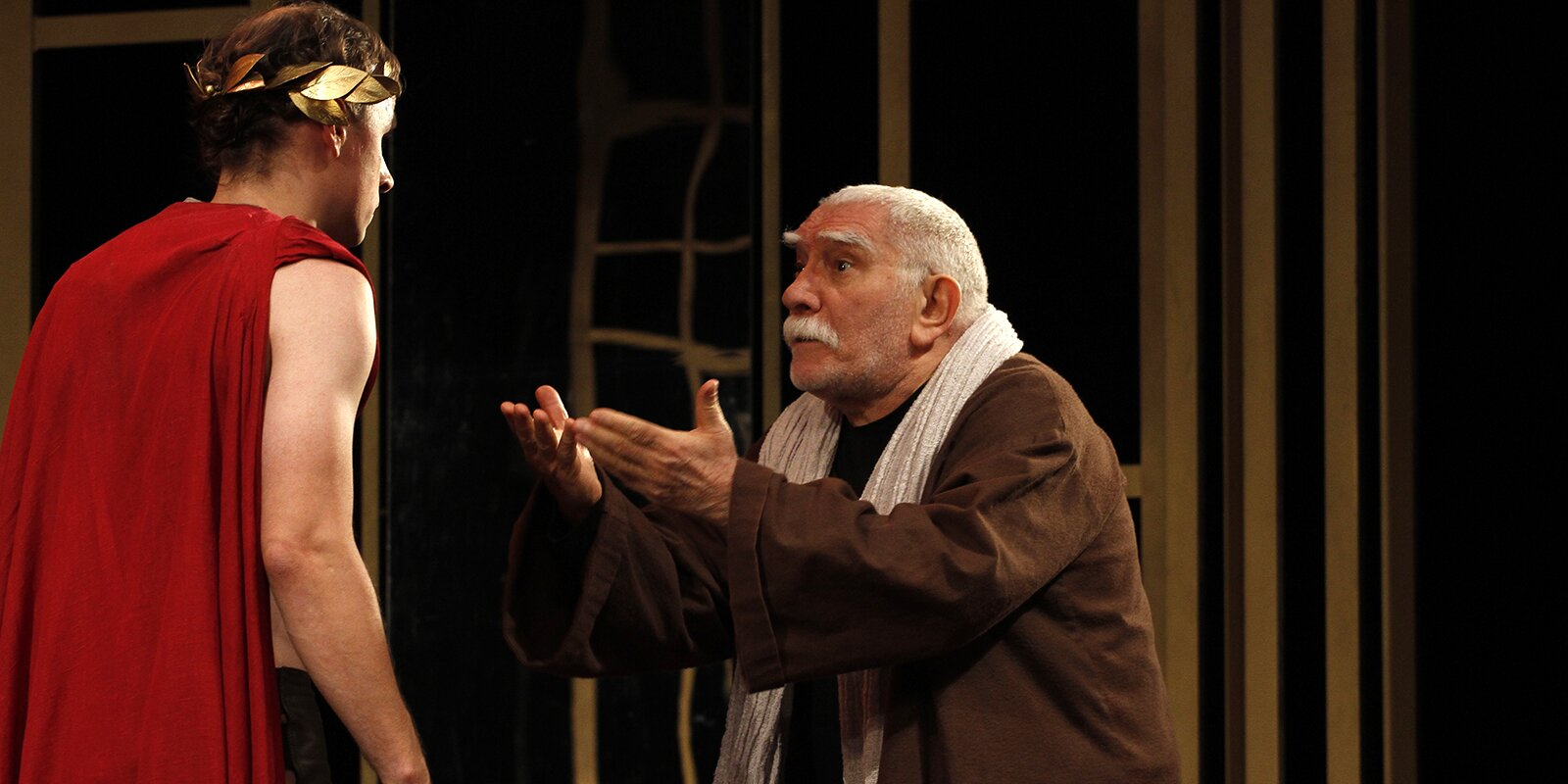
Армен Джигарханян в спектакле

В 1996 году со своим курсом основал Московский драматический театр под руководством Армена Джигарханяна, став его художественным руководителем, а с 2005 года — директором. Театр Джигарханяна (Театр «Д») сразу занял особое место в ряду небольших театров Москвы. На сцене своего театра сыграл яркие роли в спектаклях «Возвращение домой» и «Последняя лента Крэппа»: «…Я играю Крэппа — полтора часа на сцене в полном одиночестве, только с магнитофоном. Жалею даже, что нет возможности, чтобы у Крэппа вдруг нос, как у сифилитика, отпал — до такой степени гниёт и разлагается этот человек… Я играю его без зубов — свои протезы снимаю…».
Помимо этого был занят в антрепризных спектаклях. Играл на сцене «Ленкома» (здесь артистом сыграны Генерал в спектакле «Варвар и еретик» по роману «Игрок» и главный герой пьесы «Филумена Мартурано» — спектакль идёт под названием «Город миллионеров»).
Академик Национальной академии кинематографических искусств и наук России. Академик Российской академии кинематографических искусств «Ника».
В 2006 году принял участие в подготовке издания книги «Автограф века».
В 1999 году получил грин-карту по квоте правительства США для выдающихся деятелей искусства. Семикомнатный дом в Америке подарил его поклонник.
До 2015 года жил на две страны: три-четыре месяца в году — обычно лето и начало осени — в Гарленде под Далласом (штат Техас), а с сентября по май — в Москве.
Болел за московский футбольный клуб «Спартак».

### Смерть
Скончался 14 ноября 2020 года в Москве в 6 часов утра на 86-м году жизни. Причиной смерти стала остановка сердца из-за болезни почек и отёка организма на фоне других хронических заболеваний. Актёр был госпитализирован в середине октября, но спасти Армена Джигарханяна не удалось. Соболезнования в связи с кончиной выразили президент России Владимир Путин, премьер-министр Армении Никол Пашинян, мэр Москвы Сергей Собянин.
Церемония прощания состоялась 17 ноября 2020 года в Московском драматическом театре. Похоронен на Ваганьковском кладбище рядом с дочерью Еленой (участок 29).
14 ноября 2021 года, спустя год после смерти артиста, на его могиле был открыт памятник, авторами выступили скульпторы Ваге и Микаэль Согояны. Прообразом для него стала главная роль актёра в спектакле «Беседы с Сократом».

## Семья
- Мать — Елена Васильевна Джигарханян (1909—2002), работник Совета министров Армянской ССР. После развода повторно вышла замуж.
- Отец — Борис Акимович Джигарханян (1910—1972). Покинул семью через месяц после рождения сына и уехал на историческую родину в город Пятигорск, где его предки держали мануфактуру. Учился в строительном институте на инженера-проектировщика, умер от рака крови. По словам дочери Марины Джигарханян, «образ мафиозо, сыгранный Арменом в фильме „Место встречи изменить нельзя“, точь-в-точь наш папа»[8].
- Единокровная сестра — Марина (Маринэ) Борисовна Джигарханян (род. 23 февраля 1954, Ереван), искусствовед. Мать — Любовь, русская, родом из Ленинграда, сёстры Гаянэ и Наринэ[8]. В 1980 году окончила факультет теории и истории искусства Ленинградского института живописи, скульптуры и архитектуры имени И. Е. Репина[29]. Директор Музея искусства Санкт-Петербурга XX—XXI веков[30][31]. Живёт и работает в Санкт-Петербурге[29].
- Единокровная сестра — Гаянэ Борисовна Джигарханян, балерина, после завершения карьеры окончила ГИТИС и работала балетмейстером в Детском музыкальном театре имени Н. И. Сац[8].
- Первая жена (незарегистрированный брак[32]) — Алла Юрьевна Ванновская (1920—1966)[33], была актрисой Ереванского русского драматического театра имени К. С. Станиславского, заслуженная артистка Армянской ССР. Болела хореей, умерла в психиатрической больнице[33][34].
  - Дочь — Елена Арменовна Джигарханян (1964 — 30 декабря 1987[35]). После смерти Аллы Ванновской Джигарханян забрал дочь к себе. Как и мать, она страдала от хореи — генетического заболевания[33]. Погибла от отравления угарным газом, уснув (после театральной репетиции) в стоявшем в гараже автомобиле с работающим двигателем[32][34][36].
- Вторая жена (с 1967 года по сентябрь 2015 года) — Татьяна Сергеевна Власова (род. 5 января 1943), была актрисой Ереванского русского драматического театра имени К. С. Станиславского. Поженились в 1967 году[32]. В 1998 году Джигарханян получил в дар дом в Далласе (США) и уговорил жену присматривать за домом. По настоянию мужа Власова отправилась в США и стала работать преподавателем русского языка в институте Далласа[32]. Общих детей не было. Брак был расторгнут в сентябре 2015 года[33][37][38].
  - Пасынок — Степан Арменович Джигарханян (при рождении Степан Александрович Григорян; род. 17 января 1966) в 1988 году окончил факультет журналистики МГУ, в 1990-е работал актёром в театре у Джигарханяна, снялся в фильме 1997 года «Дон Кихот возвращается» в роли Дона Мигеля (в титрах Власов); в 1981 году пытался получить политическое убежище в посольстве Бельгии[39]. Игрок в покер, живёт в Лас-Вегасе[40], его отец — Александр Григорян (1936—2017), художественный руководитель Ереванского русского драматического театра имени К. С. Станиславского; отец с сыном не поддерживал отношения, так как Степан был рождён вне брака[34][41][42].
- Третья жена (с 25 февраля 2016 года[43][44] по 27 ноября 2017 года) — Виталина Викторовна Цымбалюк-Романовская (род. 8 декабря 1978[45], Киев[46]), наполовину украинка, наполовину еврейка[32], пианистка, окончила Национальную музыкальную академию Украины имени П. И. Чайковского. С 2008 года начала работать в Московском драматическом театре под руководством Армена Джигарханяна[45], с 18 июня 2015 года по октябрь 2017 года занимала должность директора театра[46][47]. До оформления отношений жили вместе[48][49][50]. С октября 2017 года выяснение отношений и взаимных претензий супругов стало достоянием общественности[51]. 16 октября 2017 года в эксклюзивном интервью из московской городской больницы № 57 Армен Джигарханян в программе «Андрей Малахов. Прямой эфир» заявил, что в его жизни «произошли не очень хорошие процессы», Цымбалюк-Романовская нанесла ему «много несправедливой боли», что он не готов простить её и не желает её видеть, так как «она повела себя гнусно, она — вор, а не человек»[52][53]. Виталина, в свою очередь, подала на развод и уволилась с должности директора театра[46][47][54]. Громкий развод супругов привлёк внимание общественности и к театру. 8 ноября 2017 года газета «Комсомольская правда» обнародовала первые итоги финансовой проверки театра, о которых изданию рассказал источник в правоохранительных органах. По данным источника, «за время правления Виталины в театре за границу в офшоры было выведено порядка 80 миллионов рублей»[55]. 9 ноября 2017 года Цымбалюк-Романовская, скрываясь в Тбилиси, в интервью Андрею Малахову назвала факт хищения «неправдой» и заявила, что ничего не имеет против официальной санкционированной проверки периода её деятельности в театре[56][57]. Бракоразводный процесс был начат в суде 27 октября 2017 и завершён разводом 27 ноября 2017 года[58].

В сентябре 2019 года Армен Джигарханян сообщил, что воссоединился со своей второй женой Татьяной Власовой, специально вернувшейся из США, чтобы ухаживать за бывшим мужем.

## Общественная позиция
В 2001 году Джигарханян подписал письмо в защиту телеканала «НТВ».
В 2012 году, в ходе президентских выборов, Джигарханян снялся в ролике в поддержку кандидата Владимира Путина, однако, вопреки расхожему заблуждению, доверенным лицом Путина не являлся.
В марте 2014 года Джигарханян осудил аннексию Крыма Россией, заявил «пока ничего хорошего нам это не принесёт», отказался подписывать письмо в поддержку аннексии.
В 2017 году принял участие в муниципальных выборах в московском районе Гагаринский от партии «Единая Россия». По результатам голосования занял 5-е место в трёхмандатном округе и не получил мандат депутата. Все три мандата в избирательном округе, где баллотировался Армен Джигарханян, выиграли представители партии «Яблоко».
Выступал за дружбу между армянским и азербайджанским народами.

## Спектакли

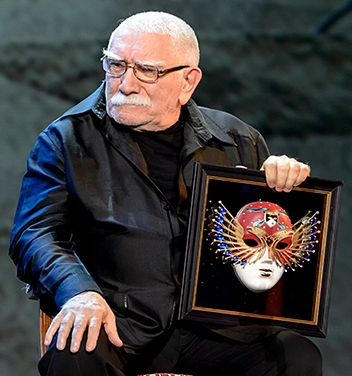
Фестиваль «Золотая маска» 2015 года

### Роли
Ереванский русский драматический театр им. Константина Станиславского
- 1955 — «Иван Рыбаков» В. Гусева
- 1957 — «Униженные и оскорблённые» по одноимённому роману Ф. Достоевского
- 1957 — «Беспокойная старость» Л. Рахманова
- 1958 — «Красная шапочка» по сказке Ш. Перро (реж. О. Аветисян) — Медведь
- 1958 — «После разлуки» Н. Скатова
- 1958 — «На всякого мудреца довольно простоты» А. Островского (реж. О. Аветисян) — Городулин
- 1958 — «Именем революции» М. Шатрова (реж. А. Гулакян) — Ленин
- 1958 — «Юность отцов» Б. Горбатова
- 1958 — «Памела Жиро» О. де Бальзака
- 1959 — «Этюд Шопена»
- 1959 — «Злой дух» Н. Неустроева
- 1959 — «Свадьба Кречинского» А. Сухово-Кобылина (реж. Л. Калантар) — Нелькин
- 1959 — «Гроза» А. Островского
- 1959 — «Золотой ключик, или Приключения Буратино» по сказке А. Толстого
- 1960 — «Иркутская история» А. Арбузова (реж. О. Аветисян) — Сергей
- 1960 — «Анна Каренина» по одноимённому роману Л. Толстого
- 1960 — «Оптимистическая трагедия» В. Вишневского
- 1961 — «Стряпуха» А. Софронова
- 1961 — «Потерянный сын» А. Арбузова
- 1963 — «Призраки» Э. Де Филиппо
- 1963 — «Двое на качелях» У. Гибсона (реж. О. Аветисян) — Джерри
- 1963 — «Четверо под одной крышей» М. Смирновой и М. Крайндель
- 1963 — «На дне» М. Горького (реж. А. Ридаль) — Актёр
- 1964 — «Требуется лжец» Д. Псафаса (реж. Р. Харазян) — Тодорос
- 1964 — «Совесть» Ю. Чепурина
- 1965 — «Последняя остановка» Э. Ремарка
- 1966 — «Ричард III» У. Шекспира (реж. О. Аветисян) — Ричард

Московский театр им. Ленинского комсомола
- 1967 — «Страх и отчаяние в Третьей империи» Б. Брехта (пост. С. Штейн, Л. Дуров) — Штурмовик
- 1967 — «Судебная хроника» Я. Волчека — Полуянов, прокурор
- 1967 — «Снимается кино» Э. Радзинского (пост. А. Эфрос, реж. Л. Дуров) — Нечаев
- 1967 — «Мольер» М. Булгакова (пост. А. Эфрос, реж. Л. Дуров) — Жан Батист Мольер
- 1968 — «104 страницы про любовь» Э. Радзинского (реж. А. Эфрос) — Карцев
- 1968 — «Дым отечества» по повести К. Симонова (постановка А. О. Гинзбурга и С. В. Гиацинтовой, сценическая композиция Т. И. Лондона)) — Басаргин
- 1997 — «Варвар и еретик» по роману Ф. Достоевского (пост. М. Захаров) — Загорянский
- 2000 — «Город миллионеров» по пьесе Э. Де Филиппо (реж. Р. Самгин) — Доменико

Московский академический театр имени Вл. Маяковского
- 1969 — «Разгром» И. Прута и М. Захарова по роману А. Фадеева (пост. М. Захаров) — Левинсон
- 1970 — «Трамвай „Желание“» Т. Уильямса (пост. А. Гончаров) — Стэнли Ковальски[73]
- 1971 — «Три минуты Мартина Гроу» Г. Боровика (пост. А. Гончаров, Е. Красницкий) — Дэвис
- 1975 — «Проводы» И. Дворецкого (пост. А. Гончаров, Б. Кондратьев) — Старосельский
- 1975 — «Беседы с Сократом» Э. Радзинского (пост. А. Гончаров) — Сократ
- 1977 — «Да здравствует королева, виват!» Р. Болта (пост. А. Гончаров, реж. В. Кондратьев) — Лорд Ботвел
- 1978 — «Бег (Восемь снов)» М. Булгакова (пост. А. Гончаров, реж. В. Тарасенко) — Хлудов
- 1981 — «Кошка на раскалённой крыше» Т. Уильямса (пост. А. Гончаров) — Большой Па
- 1981 — «Закон зимовки» Б. Горбатова (пост. Е. Лазарев) — Бут
- 1985 — «Театр времён Нерона и Сенеки» Э. Радзинского (пост. А. Гончаров) — Нерон
- 1988 — «Закат» И. Бабеля (пост. А. Гончаров, реж. Ю. Иоффе) — Мендель Крик
- 1991 — «Виктория?..» Т. Реттигена (пост. А. Гончаров) — Нельсон
- 1994 — «Жертва века» А. Островского (пост. А. Гончаров, реж. Ю. Иоффе) — Салай Салтаныч

Московский театр-студия под руководством Олега Табакова
- 1994 — «Ужин» Ж.-К. Брисвиля (реж. А. Смирнов) — Фуше, герцог Ортантский[74]

Московский драматический театр под руководством Армена Джигарханяна
- 1996 — «Последняя лента Крэппа» С. Беккета (реж. К. Азарян) — Крэпп[76]
- 1997 — «Двенадцатая ночь» У. Шекспира (реж. К. Азарян) — Мальволио
- 1998 — «Маленькие трагедии» по произведениям А. Пушкина (реж. В. Саркисов) — Сальери
- 1998 — «А театр живёт!..» по мотивам водевиля А. Ленского и А. Бонди (реж. В. Дружинин) — Лев Гурыч Синичкин
- 1999 — «Возвращение домой» Г. Пинтера (реж. С. Газаров) — Макс
- 2011 — «Театр времён Нерона и Сенеки» Э. Радзинского — Сенека[77]

Театральное агентство «Аметист»
- 2000 — «Любовь и кролики» В. Павлова (реж. В. Павлов) — Дуст[78]
- 2002 — «История любви» по пьесе «Любовные письма» А. Гурнея (реж. В. Ячменев) — Энди Лэд[79]

Московский театр «СОбытие»
- 2012 — «антиГОНА» Софокла (реж. В. Чибисов) — Тиресий (озвучивание роли)[80]

### Режиссёр
- 2008 — «Тысяча и одна ночь Шахразады» по пьесе В. Смехова[81]

## Радиоспектакли
- 1970 — Г. Демыкина «Камо» — Шаншиашвили слушать
- 1970 — Е. Сластенко «Живые страницы» — Рахья
- 1973 — М. Булгаков «Мольер» — Жан Батист Мольер
- 1973 — А. Пушкин «Выстрел» — Сильвио слушать
- 1973 — Г. Боровик «Три минуты Мартина Гроу» — Дэвис слушать
- 1973 — Р. Коннел «Самая опасная дичь» — матрос
- 1974 — А. Фадеев «Разгром» — Левинсон слушать
- 1974 — Н. Думбадзе «Я вижу солнце» — Датико
- 1975 — П. Проскурин «Судьба» — Анисимов
- 1975 — Ю. Рытхэу «Когда уходят киты» — Гиву слушать
- 1975 — В. Виткович, П. Арсенов «Вкус халвы» — Эмир слушать
- 1976 — И. Дворецкий «Проводы» — Старосельский слушать
- 1976 — В. Попов «Удел смелых» — Збандут, директор завода слушать
- 1977 — Р. Болт «Да здравствует королева, виват!» — лорд Ботвел
- 1977 — А. Мишарин «Поездка к старому другу» — Самарин
- 1977 — Д. Стахорский «200 тысяч» — Хачатуров слушать
- 1978 — Э. Хемингуэй «Ожидание» слушать
- 1978 — М. Колесников «Это моё дело» — Лядов, главный инженер слушать часть I часть II
- 1978 — Ю. Кларов «Чёрный треугольник» — Рычалов слушать
- 1979 — Ю. Куранов «Дом над румбой» — мужчина в кафе слушать часть I часть II
- 1979 — Н. Световидова «Прометей» — Прометей слушать
- 1979 — Н. Думбадзе «Внук Нодар» — Кишварди Ланджария слушать
- 1980 — М. Булгаков «Бег (Восемь снов)» — Хлудов слушать
- 1980 — В. Гейдеко «Текущие дни» — Калабаев слушать часть I
- 1981 — А. Фадеев «Дорога к себе» — Гиммер слушать
- 1981 — «Али-Баба и сорок разбойников» — Хасан, атаман разбойников слушать
- 1981 — М. Колесников «Школа министров»
- 1981 — Ш. Руставели «Сказание о Тариэле» (по поэме «Витязь в тигровой шкуре») — Сограт
- 1981 — М. Карим «Долгое-долгое детство» — от автора
- 1981 — Н. Евдокимов «У памяти свои законы» — Поляков
- 1982 — А. Мишарин «Старая любовь» — Корнилов
- 1983 — В. Карпов (режиссёр Владимир Александров) «Маршальский жезл» — командир полка слушать часть I часть II
- 1983 — «Волшебная лампа Аладдина» — Магрибинец слушать
- 1983 — Н. Хикмет. Стихи слушать
- 1983 — Дж. Болдуин «Записки сына Америки»
- 1983 — Г. де Мопассан «Возвращение» слушать
- 1984 — М. Рид «Всадник без головы» — Кассий Колхаун слушать
- 1984 — А. Королев «Начни с себя» — Семён Петрович слушать
- 1984 — Ш. Казиев «На БАМ, к сыну» — Хазбулат
- 1984 — М. Бабаев «Пульс земли» — Арипов
- 1984 — Р. Рождественский. Стихи
- 1984 — Г. Эмин. Стихи. Поэтические встречи
- 1984 — Я. Ивашкевич. Страницы жизни и творчества
- 1984 — Э. Межелайтис. Стихи слушать
- 1984 — Н. Тихонов «Симон-большевик» слушать часть I часть II
- 1984 — Б. Горбатов «Закон зимовки» слушать
- 1985 — М. Лермонтов «Маскарад» слушать
- 1985 — Шекспир, Уильям «Ромео и Джульетта» — лорд Капулетти слушать
- 1985 — В. Каверин «Русский мальчик» — Гурамишвили
- 1985 — Голоса истории живые: Восстание Спартака. Прогулка по Риму — Спартак слушать
- 1986 — А. Згорж «Преодоление» — капельмейстер Нефе слушать
- 1986 — О. Туманян «Хозяин и работник»
- 1987 — М. де Сервантес «Дон Кихот» — Хинес
- 1988 — Н. Думбадзе «Не бойся, мама!» — Али Хорава
- 1988 — Н. Думбадзе «Кукарача» — от автора слушать
- 1988 — В. Шишков «Жизнь и крушение Прохора Громова» — Ибрагим слушать
- 1988 — Шедевры мировой поэзии: Из классической поэзии на фарси Х — XII вв. слушать
- 1989 — Ф. Гаврин «Разыскивается Ходжа Насреддин» — Ходжа Насреддин слушать
- 1989 — А. Линдгрен «Рони — дочь разбойника» — атаман Маттис слушать
- 1989 — Р. Стивенсон «Сокровища капитана Флинта» — Джон Сильвер слушать
- 1989 — Р. Шекли «И это в нас заложено» — Капитан слушать
- 1989 — У. Сароян «Локомотив 38 из племени Оджибуэев» слушать
- 1989 — Г. Матевосян «Зелёная долина» слушать
- 1989 — В. Шаламов «Последний бой майора Пугачёва»
- 1989 — Г. Честертон «Тайна отца Брауна» — Бэгшоу слушать
- 1989 — Ж. Сименон «Смерть Сесили» — комиссар Мегрэ слушать
- 1989 — С. Моэм «Друзья познаются в беде»
- 1989 — Э. Хемингуэй «Пятая колонна» — от автора слушать
- 1990 — Э. Хемингуэй «Острова в океане» — от автора
- 1990 — П. Валё, М. Шёвалль «Негодяй из Сефлё» — Кольберг слушать
- 1990 — Г. Грин «Комедианты» — Мажио слушать I часть, II часть
- 1991 — В. Гауф «Калиф-аист» — Селим-учёный слушать
- 1991 — А. Проценко «Чёрный день» — Жора
- 1993 — А. Чехов «Предложение» — Степан Степанович Чубуков, помещик слушать
- 1994 — Т. Уильямс «Кошка на раскалённой крыше» — Большой Па слушать
- 1995 — «Приключения поросёнка Фунтика» — дядюшка Мокус слушать
- 1996 — С. Моэм «Луиза» слушать
- 1999 — Джангар (калмыцкий эпос) — рассказчик
- 2003 — А. Линдгрен «Приключения Калле-сыщика» — рассказчик слушать
- 2003 — Р. Киплинг «Маугли» — рассказчик слушать
- 2003 — К. Симодзава «Затойчи» — слепой бродяга Затойчи
- 2006 — М. Салтыков-Щедрин «Повесть о том, как один мужик двух генералов прокормил» — рассказчик слушать
- 2007 — С. Лем «Солярис» — Снаут слушать I часть, II часть
- 2008 — Л. Лагин «Старик Хоттабыч» — Хоттабыч
- 2016 — Н. Думбадзе «Хазарула» слушать
- год? — У. Сароян «Перед выходом в Мир» — Кэрролл слушать

## Фильмы об Армене Джигарханяне
- 2008 — «300 лиц Армена Джигарханяна» (Первый канал, автор сценария Д. Ткачёв, режиссёр И. Фирсова)[82]
- 2010 — «Тысяча и одна роль Армена Джигарханяна» (Первый канал, режиссёр Д. Трофимов)
- 2010 — «Армен Джигарханян» (из цикла «Острова») (канал «Культура», автор сценария С. Арутюнян, режиссёр А. Морозов)
- 2014 — «Роковая блондинка Джигарханяна» — телеканал НТВ[83]
- 2015 — «Армен Джигарханян. Там, где мне хорошо» (Первый канал)

## Награды и звания

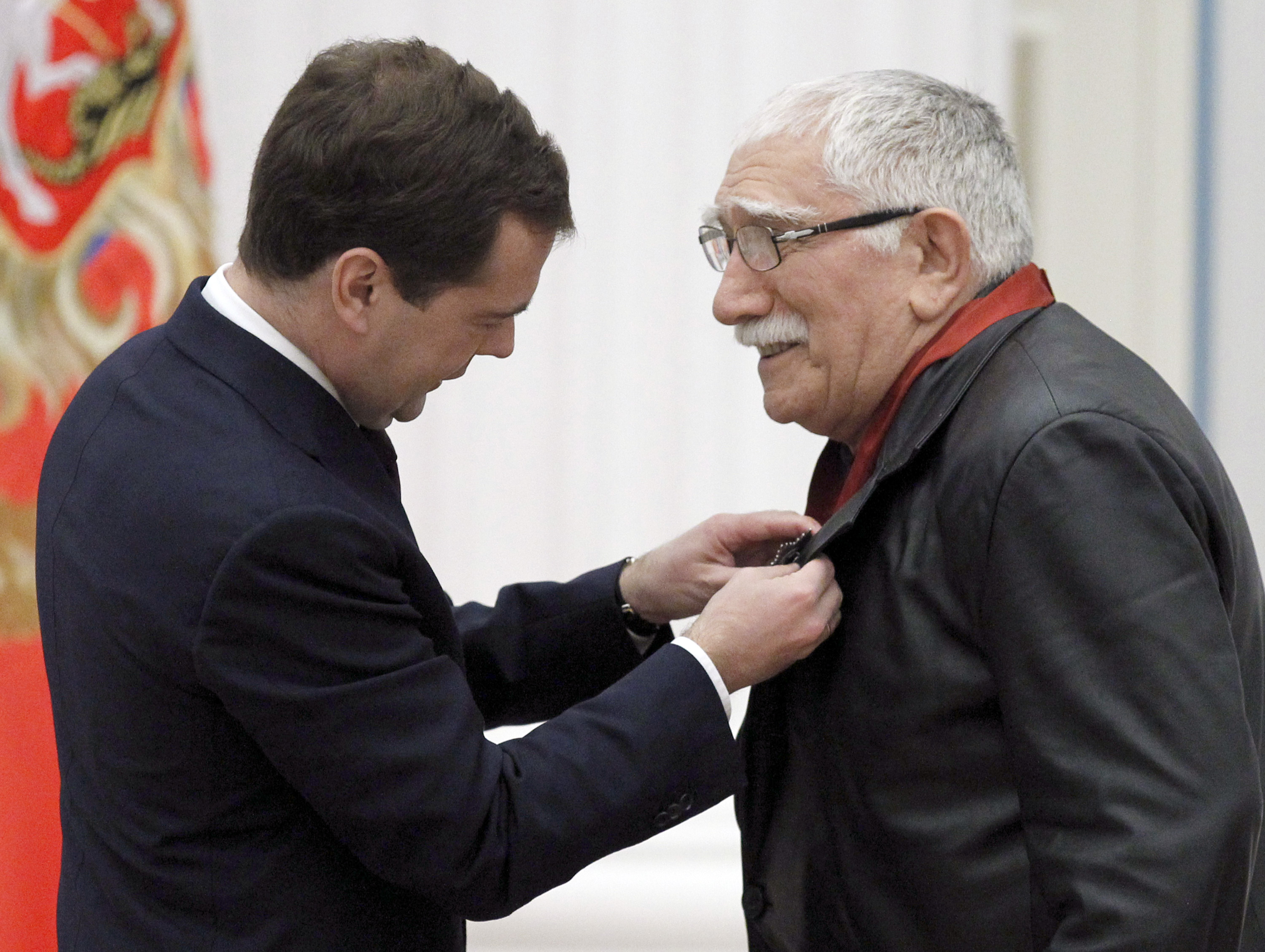
Награждение орденом «За заслуги перед Отечеством» II степени. Москва, Кремль, 30 декабря 2010 года

- Заслуженный артист Армянской ССР (1966)
- Народный артист РСФСР (29 января 1973)
- Народный артист Армянской ССР (24 января 1977)[84]
- Народный артист СССР (6 февраля 1985)
- Заслуженный деятель искусств Автономной Республики Крым (7 мая 2001) — за выдающийся вклад в развитие искусства и культуры, самобытное исполнительское мастерство и высокий профессионализм[85]
- Государственная премия Армянской ССР (1975) — за участие в фильме «Треугольник»
- Государственная премия Армянской ССР (1979) — за участие в фильме «Снег в трауре»
- Орден «За заслуги перед Отечеством» II степени (3 октября 2010) — за выдающийся вклад в развитие театрального искусства и многолетнюю плодотворную творческую деятельность[86]
- Орден «За заслуги перед Отечеством» III степени (3 октября 1995) — за большой личный вклад в развитие театрального искусства и многолетнюю плодотворную творческую деятельность[87]
- Орден «За заслуги перед Отечеством» IV степени (1 декабря 2005) — за большой вклад в развитие театрального искусства и многолетнюю творческую деятельность[88]
- Орден Почёта (Армения, 2 октября 2010) — по случаю 75-летия со дня рождения, за значительный вклад в укрепление армяно-российских культурных связей, за многолетнюю и плодотворную деятельность в области искусства, за создание несравненных образов[89][90]
- Юбилейная медаль «10 лет Астане» (Казахстан, 2008)[91]
- Благодарность президента Российской Федерации (16 сентября 2002) — за большой вклад в развитие театрального искусства[92]
- Знак отличия «За безупречную службу городу Москве» XXX лет (28 сентября 2005) — за многолетнюю плодотворную деятельность на благо города Москвы и его жителей[93]
- Благодарность Министра культуры и массовых коммуникаций Российской Федерации (5 октября 2005) — за многолетний плодотворный труд в области театрального искусства и в связи с 70-летием со дня рождения[94]
- МКФ авторского кино в Белграде (1977, Приз зрительских симпатий, фильм «Когда наступает сентябрь»)
- ВКФ (1987, Специальный приз жюри, фильм «Одинокая орешина»)
- Премия Мэрии Москвы в области литературы и искусства (1994, за участие в спектакле «Жертва века»)
- Премия «Золотой овен» (1995) — «за творческий сплав жизнелюбия и мудрости»
- Международная Премия Станиславского (Международный Фонд К. С. Станиславского, 2000, роль Доменико в спектакле «Город Миллионеров» в номинации «За лучшую мужскую роль»[95]
- Театральная премия «Золотая маска» (2001, Специальный приз жюри драматического театра и театра кукол — совместно с И. Чуриковой в спектакле «Город миллионеров» Э. Де Филиппо, «Ленком», Москва)
- Премия «Золотой орёл» (2008, в номинации «Лучшая мужская роль второго плана», фильм «Исчезнувшая империя»)
- Премия Федерации еврейских общин России «Человек года» (2008)[96]
- Кинофестиваль «Виват кино России!» в Санкт-Петербурге (2008, Приз «Живая легенда российского кино»)
- Номинант премии «Кумир» 2009 года — спецприз Оргкомитета
- Театральная премия «Хрустальная Турандот» (2010, в номинации «За долголетнее и доблестное служение театру»)
- Царскосельская художественная премия (2011) — «за самобытный актёрский почерк и уникальный путь в театре и кино»[97][98]
- Специальный приз за вклад в развитие армянского кинематографа (2013, кинопремия «Айак»)[99]
- Театральная премия «Золотая маска» (2015, в номинации «За выдающийся вклад в развитие театрального искусства»)
- Театральная премия И. Смоктуновского (за роль Макса в спектакле «Возвращение домой»)
- Национальная анимационная премия «Икар» в номинации «Актёр» (2019) за озвучивание мультфильма «Лола живая картошка» (2018).
- Премия МВД России
- Почётный гражданин Еревана (2001)